# Premi de la Crítica de narrativa basca
El Premi de la Crítica de narrativa basca és un premi literari d'Espanya que, des de 1976, concedeix l'Associación Espanyola de Crítics Literaris dins la convocatòria anual del Premi de la Crítica, a la millor obra de narrativa escrita en èuscar i publicada durant els dotze mesos anteriors a l'entrega del premi.

## Guardonats amb el Premi de la Crítica de narrativa basca
- 1976: Joan Mari Irigoien per Oilarraren promesa
- 1977: Ramón Saizarbitoria per Ene Jesus
- 1978: Augustin Zubikarai per Bale denborak
- 1979: Joxe Austin Arrieta per Abuztuaren 15eko bazkalondoa
- 1980: Juan Jose Irazusta per Nork bere bidea
- 1981: Iñaki Alkain per Gerrateko Ibillerak
- 1982: Joan Mari Irigoien per Poliedroaren hostoak
- 1983: Anjel Lertxundi per Hamaseigarrenean, aidanez
- 1984: Xabier Kintana per Ta marbuta Jerusalemen gertatua
- 1985: Bernardo Atxaga per Bi anai
- 1986: Joseba Sarrionandia per Atabala eta euria
- 1987: Joan Mari Irigoien per Udazkenaren balkoitik
- 1988: Bernardo Atxaga per Obabakoak
- 1989: Joan Mari Irigoien per Babilonia
- 1990: Felipe Juaristi per Arinago duk haizea, Absalon
- 1991: Anjel Lertxundi per Kapitain Frakasa
- 1992: Xabier Mendiguren Elizegi per Hamalau
- 1993: Bernardo Atxaga per Gizona bere bakardadean
- 1994: Inazio Mujika Iraola per Hautsaren kronika
- 1995: Ramón Saizarbitoria per Hamaika pauso
- 1996: Juan Luis Zabala per Galdu arte
- 1997: Joxemari Iturralde per Kilkirra eta roulottea
- 1998: Pako Aristi per Urregilearen orduak
- 1999: Lourdes Oñederra per Eta emakumeari sugeak esan zion
- 2000: Ramón Saizarbitoria per Gorde nazazu lurpean
- 2001: Joseba Sarrionandia per Lagun izoztua
- 2002: Pello Lizarralde per Larrepetit
- 2003: Bernardo Atxaga per Soinujolearen semea
- 2004: Juanjo Olasagarre per Ezinezko maletak
- 2005: Harkaitz Cano per Neguko zirkua
- 2006: Jon Alonso per Erretzaileen eremua
- 2007: Jokin Muñoz per Antzararen bidea
- 2008: Kirmen Uribe per Bilbao-New York-Bilbao[2]
- 2009: Fermin Etxegoien per Autokarabana
- 2010: Arantxa Urretabizkaia per 3 Mariak
- 2011: Harkaitz Cano per Twist
- 2012: Ramón Saizarbitoria per Martutene
- 2013: Bernardo Atxaga per Nevadako egunak
- 2014: Unai Elorriaga López de Letona per Iazko hezurrak
- 2015: Ramón Saizarbitoria per 'Lili eta biok
- 2016: Kirmen Uribe per Elkarrekin esnatzeko ordua
- 2017: Aingeru Epaltza per Mendi-joak
- 2018: Harkaitz Cano per Fakirraren ahotsa
- 2019: Unai Elorriaga per Iturria
- 2020: Pello Lizarralde per Argiantza[3]